# الأميرة النائمة
الأميرة النائمة (بالإنجليزية: Sleeping Beauty)‏ فيلم رسوم متحركة (كارتون) أمريكي من إنتاج شركة والت ديزني

## القصة الأسطورية
تقع على الأميرة الجميلة لعنة شريرة، تقدر لها أن تجرح أصبعها بإبرة مغزل ثم تموت. ولكن بمساعدة الجنيات يتم تحويل اللعنة إلى أن تنام الأميرة حتى ينقذها أمير شاب من اللعنة.و في إحدى الروايات تبقى الأميرة نائمة لمدة 100 عام ليحضر الأمير ويخترق الوحش العملاق وجدار الشوك لينقذ الجميلة وفي الأخير تعيش الأميرة في سعادة وهناء

## القصة عند والت ديزني
لابد للطرافة أن تغزو الفيلم،ما دام من إنتاج شركة ديزني. ولهذا نرى الجنيات الثلاث (ريحانة - ريانة - مرجانة) يلقين بالدعابات ويفتعلن جو المرح بأكثر من مناسبة. منها ما يحدث في الكوخ عندما يحاولن تحضير فستان وكعكة دون استخدام السحر.
تبدأ القصة بداية طبيعية، تلقي الساحرة الشريرة باللعنة، ويتم تخفيفها من قبل الجنية الثالثة. يقرر بعدها الملك والملكة التخلص من كل المغازل في المملكة وتنصحهما الجنيات بأن يخفيان الأميرة حتى عيد ميلادها السادس عشر في الغابة، دون أن يعرف عنها أحد حتى والداها أو هي نفسها.
و بالفعل يتم تخبأة الأميرة شفق في الغابة، بحيث تصبح الفتاة الفقيرة ورد التي تربيها ثلاث عجائز في كوخ بسيط في الغابة. هذه العجائز هن الجنيات بعد أن تعهدن بعدم استخدام السحر أبدا كي لا يكشفوا التنكر.

## الأمير الشاب.. بين وعد الطفولة وعشق الشباب
في الحفل الملكي (حفل ميلاد الأميرة) يتعهد أحد الملوك (صديق والد الأميرة) بأن يزوج ابنه الأمير بالأميرة الصغيرة. تختفي الأميرة الصغيرة ولكن لا يزال الأمير ملزم بالزواج منها. الأمير يرفض كل محاولات إقناعه بالزواج بفتاة لا يعرفها. وفي إحدى الرحلات يقابل فتاة فقيرة في الغابة، يقع الأمير في حب تلك الفتاة، ويعقد العزم على اختيارها هي والتخلي عن وعد والده القديم. بعد لقائه بالفتاة بساعات يذهب إلى كوخها في الغابة، حيث تعيش مع عماتها الثلاث.

## تهريب ورد إلى القصر...و تحقيق اللعنة
يتم إعادة ورد (الأميرة شفق) إلى القصر مساء يوم عيد ميلادها السادس عشر، تجلس في غرفتها بعد مضي فترة قليلة على اكتشافها أنها أميرة. تغادر الجنيات الغرفة. وتقوم الساحرة الشريرة بإغراء الأميرة شفق بلمس إبرة المغزل، تخز الأميرة اصبعها..و تسقط أرضا.

## تجهيزات الدفاع وتجهيزات الهجوم
عندما تكتشف الجنيات الأمر، يقررن كحماية الأميرة أن يلقين بسحرهن على جميع من في القصر، وهكذا ينام الكل بما فيهم الأميرة بسبات عميق.
اما الساحرة فتحيط القصر بغابة من الأشواك لتمنع الأمير الشاب وفرسه الأبيض من الوصول إلى الأميرة، يتخطى الأمير الغابة فيتواجه مع الساحرة وجها لوجه. وبمساعدة الجنيات، تنتصر قوى الخير على قوى الشر.

## الشخصيات
- الأميرة شفق - ورد: هي الأميرة التي تقع عليها اللعنة، لتعيش طفولتها وشبابها في حياة الفقيرة ورد.
- الساحرة ملعونة: الساحرة التي تلقي اللعنة، تعيش في الجبل ويخدمها مجموعة من المسوخ والغيلان. ترافقها دائما عصا سحرية، وغراب أسود.
- الساحرة الحمراء
- الساحرة الزرقاء
- الساحرة الخضراء
- الأمير غريب
- الملك ميهوب:والد الأميرة شفق(الأميرة النائمة)

## أسماء مؤدو اصوات الشخصيات
عربي - إنجليزي
| اسم الشخصية                         | اسم الشخصية بالإنجليزية       | مؤدي الصوت بالدبلجة العربيّة(لهجة مصرية) | مؤدي الصوت بالدبلجة العربيّة الفصحى (ديزني+) | مؤدي الصوت الأصليّ (بالإنجليزيّة) |
| ----------------------------------- | ----------------------------- | --------------------------------------- | ------------------------------------------- | ------------------------------- |
| الأميرة النائمة - الأميرة شفق - ورد | أورورا أو الجميلة النائمة     | رشا طلعت                                | مريم الخشت (حوار)- شهد عز (غناء)            | Mary Costa                      |
| الساحرة ملعونة                      | Maleficent                    | زينب مبارك                              | هايدي عبد الخالق                            | Eleanor Audley                  |
| الساحرة ريحانة (الساحرة الحمراء)    | (Flora (the pink fairy        | سلوى عبد الوهاب                         | سلوى عبد الوهاب                             | Verna Felton                    |
| الساحرة ريانة (الساحرة الخضراء)     | (Fauna(the green fairy        | انعــام الجريتلي                        | أماني البحطيطي                              | Barbara Jo Allen                |
| الساحرة مرجانة (الساحرة الزرقاء)    | (Merryweather (the blue fairy | ... .........                           | ليليان الشربيني                             | Barbara Luddy                   |
| الأمير غريب                         | Prince Phillip                | يــاسر شــعبان                          | إلهامي أمين                                 | Bill Shirley                    |
| الملك ميهوب                         | King Stefan                   | جلال الهجرسي                            | خالد الشرشابي                               | Taylor Holmes                   |

## الجوائز والترشيحات
ترشح للأكاديمي أوررد، وجائزة غرامي لأفضل موسيقى تصويرية.

## طاقم العمل
- إخراج: كلايد جيرنومي- ايريك لارسون- وولفغانغ ليذرمان.
- إنتاج: والت ديزني
- كتابة النص: ايردمان بينر-جوي رينالدي- وينتسون هيبلر
- سنة الإنتاج:1959
- مدة الفيلم: 75 دقيقة
- الأرباح:15.120.195$

## وصلات خارجية
- الأميرة النائمة على موقع IMDb (الإنجليزية)
- الأميرة النائمة على موقع ميتاكريتيك (الإنجليزية)
- الأميرة النائمة على موقع روتن توميتوز (الإنجليزية)
- الأميرة النائمة على موقع نتفليكس (الإنجليزية)
- الأميرة النائمة على موقع ألو سيني (الفرنسية)
- الأميرة النائمة على موقع Turner Classic Movies (الإنجليزية)
- الأميرة النائمة على موقع أول موفي (الإنجليزية)
- الأميرة النائمة على موقع بوكس أوفيس موجو (الإنجليزية)
- الأميرة النائمة على موقع فيلمافينيتي (الإسبانية)
- الأميرة النائمة على موقع قاعدة بيانات الأفلام السويدية (السويدية)